# Saint-Chély-d’Aubrac
Saint-Chély-d’Aubrac település Franciaországban, Aveyron megyében. Lakosainak száma 517 fő (2022. január 1.). Saint-Chély-d’Aubrac Castelnau-de-Mandailles, Condom-d’Aubrac, Prades-d’Aubrac, Saint-Urcize és Nasbinals községekkel határos.

## Népesség
A település népessége az elmúlt években az alábbi módon változott:
| Lakosok száma | 726  | 556  | 547  | 546  | 539  | 551  | 529  | 521  | 518  | 517  |
|               | 1968 | 1982 | 1990 | 2006 | 2013 | 2015 | 2017 | 2019 | 2020 | 2022 |